# Bronisław Klimaszewski

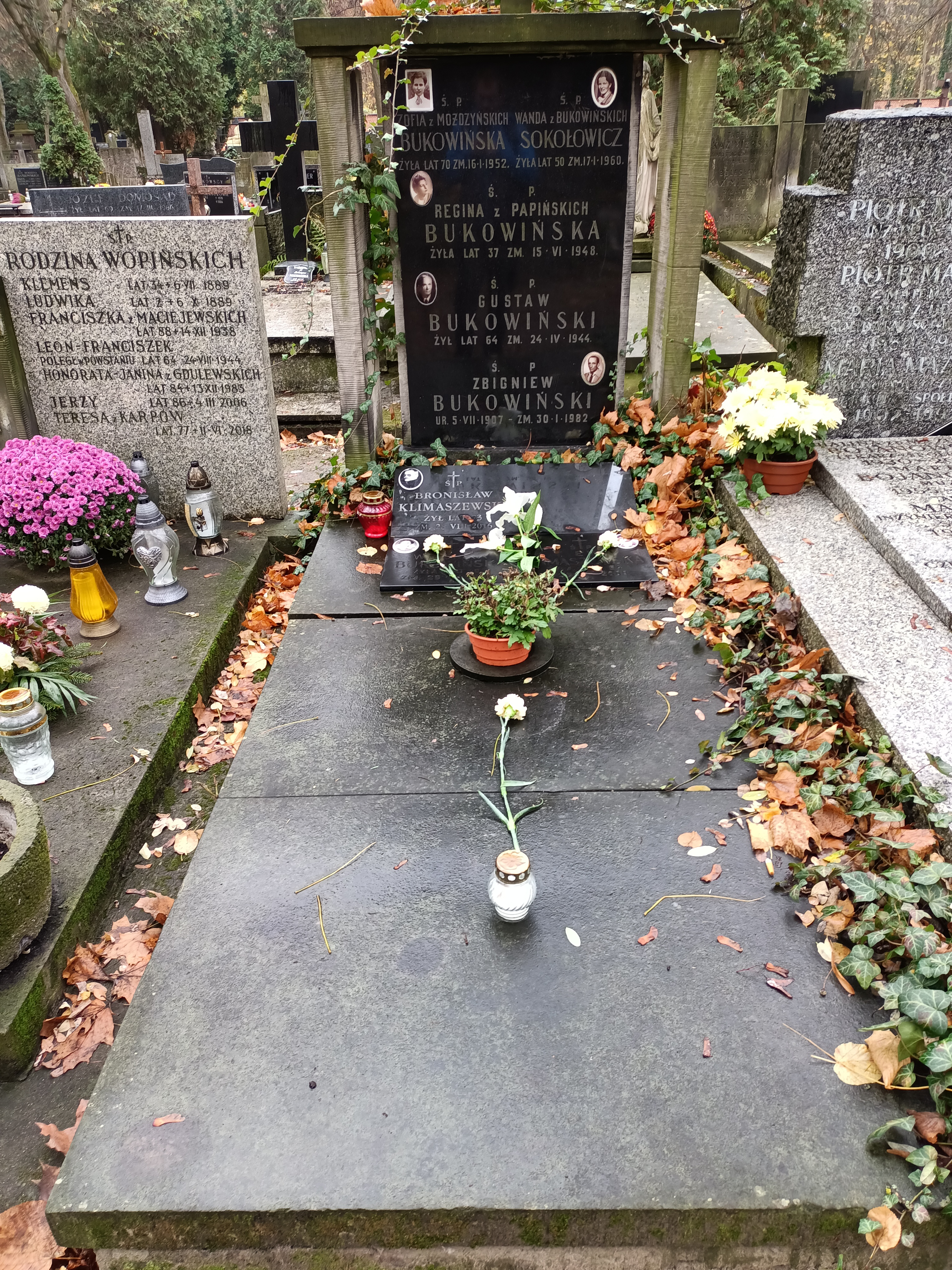
Grób Bronisława Klimaszewskiego na Cmentarzu Powązkowskim

Bronisław Michał Klimaszewski (ur. 20 lipca 1943, zm. 28 sierpnia 2016) – polski pilot, menedżer, dyplomata.

## Życiorys
Absolwent prawa na Uniwersytecie Warszawskim. Z zawodu prawnik. W 1981 wygrał nieuznany później przez ówczesne władze konkurs na dyrektora LOT-u. Dyrektorem został w sierpniu 1990 na żądanie lokalnej Solidarności. Funkcję pełnił do 1992. Dyrektorował Fundacji Prymasowskiej (1988–1990). Od 19 sierpnia 1996 do 1997 piastował funkcję ambasadora RP w Zairze, z dodatkową akredytacją na Kongo. Następnie był doradcą dyrektora naczelnego Przedsiębiorstwa Państwowego Porty Lotnicze. Od 14 kwietnia 2005 do 27 grudnia 2005 był prezesem portu lotniczego Kraków-Balice.
Miał trójkę dzieci. Pochowany w Warszawie na Starych Powązkach (kwatera 231-6-5).